# Henri Chantriaux
Jules Louis Henri Chantriaux dit Henri Chantriaux , né le 14 mai 1885 à Dijon et mort le 6 octobre 1939 dans la même ville, est un architecte français qui a bâti essentiellement à Dijon .

## Biographie
Henri Chantriaux est un architecte dijonnais de la première moitié du XXe siècle, né au n°18 rue Notre-Dame à Dijon le 14 mai 1885 . Fils de Jules Jean Chantriaux et Louise Justine Mallard, il entre à l'école des beaux arts de Paris le 05 janvier 1909. Il présente un projet de cascade au Concours d'architecture de l'année scolaire 1912-1913, en tant qu'élève de Léon Jaussely,. Il a également été l'élève des professeurs Honoré Daumet et Louis Bernier et obtient son diplôme le 11 juin 1919. L'année précédente, il se marie avec Victoria Anastasia Delerue le 27 avril 1918 au 14e arrondissement de Paris et est alors domicilié au 106 Boulevard du Montparnasse. Il devient à son tour professeur aux Beaux-Arts de Paris puis s'établit quelque temps à Arras avant de retourner s'installer à Dijon. Il gagne en 1927 la consultation pour la première opération d’habitat social dans le quartier Maladière.

## Œuvres

### Arras
- Immeuble de rapport de style Art déco avec l'architecte Charles Poinsot,  situé au 10 rue des Grands-Viéziers, en 1923[7].
- Maison à boutique de style Art déco avec l'architecte Maillet,  situé au 62 rue Saint-Aubert, entre 1923 et 1927[8].

### Dijon
- Immeuble à logements, situé au n° 8 avenue Victor-Hugo, en 1925[9].
- H.B.M. de 48 logements individuels , situés aux n°10-12-14-16-18-20-22-24-26-28-30-32 rue du 26ème Dragons, aux n°9-11-13-15-17-19-21-23-25 rue Pierre Paul Leniept, aux n°9-11-13-15-17-19-21-23-25-27-29 rue de la Maladière, du n°1 au 18 rue docteur Albert Robin, entre 1927 et 1929[10].
- Immeuble à logements, situé au n° 6 rue de l'Egalité, en 1929[11].
- Immeuble à logements, situé au n°1 impasse Saint-Pierre, en 1930[12].
- Immeuble à logements, situé aux n°17 et 19 rue des Perrières, entre 1931 et 1933[13].
- La Cité-jardin Henri Laurain, située aux n°22-56 et n°29-61 rue du Morey-St-Denis, n°16-73 et n°18-60 rue du Nuits-St-Georges, n°16-30 rue de Trémolois, entre 1932 et 1936[14],[15].
- Immeuble à logements de style Art déco, situé au n° 6 rue Michel-Servet, entre 1936 et 1937[16].
- Immeuble à logements, situé aux n°3 et 5 rue Longepierre, en 1936[17].